# Куріації
Куріації (лат. Curiacii) — патриціанській рід альбанського походження у Стародавньому Римі.
Згідно з легендою, яку записав Тіт Лівій, результат війни Риму з містом Альба-Лонга, що відбулася у VII ст. до н. е., мав вирішити поєдинок, в якому кожна сторона виставляла трьох вояків. Альба-Лонгу представляли троє братів-Куріаціїв, а Рим — троє братів-Гораціїв. Поєдинок завершився перемогою Риму.
Після підкорення Альба-Логнги, рід Куріаціїв був прийнятий в число римських патриціїв.